# Investigation Discovery (Europa)
Investigation Discovery (abreviado como ID) es un canal de televisión disponible en varios países europeos. Presenta programas sobre crimen, incluyendo casos de personas desaparecidas y asesinadas como así también crímenes históricos, y además documentales sobre investigaciones forenses. Uno de esos programas es Deadly Women, una serie de investigación en la que la exagente del FBI y la diseñadora de perfiles Candice DeLong, muestra a las mujeres asesinas a lo largo de la historia. 
Su programación está principalmente en inglés y con subtítulos o doblaje locales. En algunos países, la publicidad y los anuncios entre programas también son locales. Su principal competidor en este continente es el canal Crime & Investigation Network.

## Historia
Investigation Discovery se lanzó en Estados Unidos en enero de 2008.
En Europa, los primeros países donde se lanzó el canal fueron Reino Unido e Irlanda en enero de 2009, luego, en abril de ese año llegó a Polonia, Rumania, Hungría y Grecia.
En mayo de 2009 la señal llegó a Serbia, Eslovenia, Croacia, Bosnia y Montenegro. El 28 de junio de 2009, el canal reemplazó a nTalk en la operador polaco N. El 15 de julio sustituyó a TVN Lingua en Cyfra +.
En agosto de 2009, ID. la señal llegó a los Estados Bálticos cuando se lanzó en la plataforma Lattelecom de Letonia y en septiembre, se anunció que el canal se añadiría a las ofertas RCS / RDS.
El 4 de julio de 2011, Investigation Discovery reemplazó a Discovery Travel & Living en los Países Bajos y Flandes. Una señal simulcast HD comenzó a través del operador de tv Ziggo en los Países Bajos el 8 de febrero de 2017.